# Ormont-Dessous
Ormont-Dessous is een gemeente en plaats in het Zwitserse kanton Vaud, en maakt deel uit van het district Aigle. Ormont-Dessous telt 1031 inwoners.

## Geboren
- Alfred Amiguet (1885-1963), journalist, communist en anarchist